# Los Cabos Open 2019
Los Cabos Open 2019 — тенісний турнір, що проходив на кортах з твердим покриттям у місті Кабо-Сан-Лукас, Мексика з 29 липня. Належав до категорії ATP Tour 250.

## Фінальна частина

### Одиночний розряд
Дієго Шварцман —  Тейлор Фріц 7–6(8–6), 6–3

### Парний розряд
Ромен Арнеодо /  Юго Нис —  Домінік Інглот /  Остін Крайчек 7–5, 5–7, [16–14]